# MMTS Kwidzyn
Il MMTS Kwidzyn è una squadra di pallamano maschile polacca, con sede a Kwidzyn.